# Jeanne Daubenton
Pour les articles homonymes, voir Daubenton.
 (juin 2009).
Si vous disposez d'ouvrages ou d'articles de référence ou si vous connaissez des sites web de qualité traitant du thème abordé ici, merci de compléter l'article en donnant les références utiles à sa vérifiabilité et en les liant à la section « Notes et références ».
Jeanne (ou Pieroime) Daubenton, Daubentonne ou D'Aubenton fut une prédicatrice et mystique champenoise particulièrement remarquée dans les chroniques du XIVe siècle, née vers 1337 à Aubenton (Aisne) et brûlée vive pour hérésie à Paris en juillet 1372 ou 1373. Elle compte au nombre des martyrs de la liberté de penser.

## Contexte: une Église aux abois
Comme à ses débuts, du XIIe au XVe siècle, l'Église catholique romaine dut faire face à une multitude de mouvements contestataires dont certains apparaissaient comme purement hérétiques. Dépassant le cadre religieux, ces mouvements remettaient également en cause l'ordre établi (politique comme social). Aussi les pouvoirs en place, religieux comme civils, optèrent pour une répression « tous azimuts », sans aucun discernement, usant de l'amalgame, de la torture (la Question) jusqu'à l'extermination (Albigeois). La situation va de mal en pis avec le grand désarroi des populations face à la peste noire, et la « robe sans couture de l'Église » se déchire finalement en 1378 quand le refus des cardinaux avignonnais de reconnaître Urbain VI engendre le grand schisme d'Occident (1378-1418).
Dès 1365, Urbain V (1362-1370) avait averti Charles V du danger de « l'hérésie » béguarde dans le royaume de France :
« Sane ad audientiam nostram fidedigna relatione pervenit quod quidam filii Belial utriusque sexus, qui begardi, seu beguini vulgariter nuncupantur, et sub ovina pelle lupinam feritatem abscondunt multis erroribus detestabilibus involuti in diversis civitatibus, castris, villis, et locis regni Francie latitantes, nonnullos fideles, presertim simplices a via veritatis avertere et secum in gehennam trahere moliuntur. »
« Il est en effet parvenu à notre Cour pontificale, d'une source digne de confiance, que certains enfants de Bélial des deux sexes, qui sont vulgairement nommés Béguards ou Béguins, dissimulant leur sauvagerie de loup sous la toison de l'agneau et impliqués par de nombreuses et détestables erreurs de jugement dans diverses cités, forteresses et hameaux du royaume de France, détournent surtout les simples de la voie de la vérité et les traînent avec eux vers la Géhenne. »
La question hérétique en France est principalement traitée par les travaux littéraires et Annales plus ou moins contemporaines des faits de Robert Gaguin (c.1433-1501) et d'Oderico Rinaldi (1594-1671) ; la Chronologie sacrée de Gilbert Génébrard (1535-1597) traîna par la suite la mémoire du Libre-Esprit dans la boue (enfant de Turlupin devint une insulte commune, le boulanger et comédien Henri Legrand s'en fait un nom de scène comique en 1583 et des écrits méprisables prennent au XVIe siècle le surnom de turlupineries).

## Biographie
Cette humble champenoise quitte Bancigny où elle travaillait aux champs pour répandre ses idées à Laon, Compiègne et Paris à partir de 1360. Elle voyage surtout en Picardie, en Champagne et en île-de-France : pendant sa vie d'errance, elle épouse un certain Dural, clerc de son état, et tombe enceinte. 
Jeanne Daubenton se mêla à une bande de turlupins (nom d'une secte active du XIIe au XIVe siècle) arrivés fraîchement à Paris, au milieu desquels elle joua un rôle des plus actifs, peut-être même de leader spirituel. 
Devenue l'éloquente interprète de leur doctrine, elle se livra à la prédication, annonçant que : 
- l'idéal de la perfection chrétienne consiste à être pauvre et à aller (à-peu près) entièrement nu,
- tous les devoirs religieux doivent se réduire à une simple oraison mentale, et enfin
- pour les saints, (c'est-à-dire les adeptes de ses idées), il n'y a nul péché à satisfaire toutes ses passions et tous les désirs de ses sens.

Un passage à Tours scelle son sort : la foule en colère l'humilie devant la basilique saint-Martin : elle est convoquée devant la justice au début de juillet 1372. Jeanne est alors foudroyée par l'efficacité de l'inquisition, dirigée par le dominicain Jacques de Moray, « inquisiteur des bougres » : torturée et questionnée, elle est condamnée, humiliée puis brûlée vive à Paris, sur le marché aux pourceaux où les biens des hérétiques étaient habituellement consumés avec eux. Le corps de son compagnon, mort au tribunal du palais épiscopal quinze jours avant son exécution, fut conservé dans la « chaux vive » avant d'être brûlé en place publique comme prévu, devant le roi de France lui-même. Les grandes chroniques de France témoignent :

« XXXVII. Coment l'abit et les livres des Turelupins furent ars en Grève et les Turelupins condamnés.
Le dymenche, quart jour de dit mois de juillet MCCCLXXII, furent en Greve, à Paris, la secte, le abit et les livres des Turelupins, autrement nommez la Compaignie de povreté, condempnez de heresie par messire Mile de Dormans, lors evesque d'Angiers et vicaire de l'evesque de Paris, et par l'inquisiteur des herites. Et ce jour en furent deux condempnez, un homme qui estoit mort en la prison de l'evesque de Paris durant son proces, par l'espace de XV jours ou environ avant la dite condempnation, et une femme appellée Peronne de Aubenton, autrement de Paris. Et ce dymenche furent ars [brûlés] ou dit lieu de Greve l'habit et le dit mort, qui tousjours, depuis sa mort, avoit esté gardé en un tonnel [...] »

— Les grandes chroniques de France

« L'an MCCCLXXII. je vous dis tout pour voir,
Furent les Turelupins condamnez à ardoir,
Pour ce qu'ils desvoient le peuple à decepvoir
Par feaultes heresies, l'Evesque en soult levoir. »

## Jeanne et lecredoturlupin
Le témoignage de Jean de Gerson (De examinatione doctrine, 1.1.19), illustre théologien du XIVe siècle, est essentiel pour comprendre la doctrine turlupine, bien peu documentée du reste.
Jeanne formalise surtout le mode de vie des turlupins en doctrine qu'elle propagea activement par l'écrit (elle aurait rédigé un ouvrage vers 1350, le parchemin de l'esprit, pendant un séjour à Landouzy-la-Ville) ; cette doctrine se rattachait visiblement plus aux Cyniques et aux Adamites qu'aux Vaudois (Turlupini cynicorum sectam suscitantes de nuditate pudendorum et publico coïtum selon Génébrard).
En effet ce mouvement mettait en pratique ou tentait d'appliquer :
1. un dénuement complet,
2. une totale nudité,
3. un communisme total (communauté complète des femmes et des biens).

De fait, cette vie en communauté, s'apparenterait plutôt aujourd'hui au naturisme ou au nudisme teinté de communisme ou même de communautarisme. 

### Continuité du mouvement
« Les turlupins se rattachaient peut-être aux vaudois et aux bégards. Ils se nommaient eux-mêmes « Société des pauvres », enseignaient que l'homme peut arriver dans cette vie à l'impeccabilité et furent accusés de se livrer aux plus honteux désordres. Excommuniés par Grégoire XI en 1372, ils furent détruits par ordre du roi de France Charles V. »
En fait, si quelques-uns furent effectivement brûlés (en nombre incertain mais réduit), la plupart réussirent à se disperser. Beaucoup finirent par se regrouper en Savoie où Grégoire XI les pourchassa de sa vindicte en demandant au « comte vert » Amédée VI d'intervenir contre eux (lettre du 5 juillet 1375), comte qu'il connaissait pour avoir mené une ligue contre les Visconti de Milan (1372-1375).

## Sources
- Grand Dictionnaire Universel (Larousse 1876).